# Phyllonorycter genistella
Phyllonorycter genistella is een vlinder uit de familie mineermotten (Gracillariidae). De wetenschappelijke naam is voor het eerst geldig gepubliceerd in 1900 door Rebel.
De soort komt voor in Europa.